# Операция «Карез»
Операция «Карез» (англ. Operation Karez) — военная операция, проведенная с 13 по 23 мая 2008 года во время войны в Афганистане с участием норвежских и немецких военных из Международных сил содействия безопасности (ISAF) и афганских правительственных войск против талибов. Целью было устранение талибов, которые перегруппировались в регионе после операции «Харекате Йоло» в конце 2007 года.
Это был второй раз за полгода, когда норвежские и немецкие силы ISAF приняли участие в большой наступательной операции в неспокойной провинции Бадгис на западе Афганистана. Это был также первый раз, когда профессиональные солдаты батальона «Телемарк» участвовали в реальных боевых действиях.
Название операции происходит от афганского слова «Кяризы», что означает систему водного хозяйства, которая обеспечивает надежную поставку воды в поселения и для орошения в жарком климате.

## Предыстория
После тактической победы Международных сил содействия безопасности в операции «Харекате Йоло» в октябре-ноябре 2007 года талибы скрылись в горных приграничных районах Афганистана и Туркменистана. Однако цели операции не было достигнуты, поскольку гуманитарные организации не могли попасть в бедную провинцию Бадгис. Этот факт, вместе с отсутствием контроля над регионом со стороны афганского правительства, дал талибам возможность там закрепиться.
В результате, Норвежский объединенный штаб подготовил части батальона «Телемарк», который является основой норвежских сил быстрого реагирования, на базе Мазари-Шариф на севере Афганистана, для обеспечения более высокого уровня безопасности для центрального правительства в этом районе, что дало бы возможность гуманитарным организациям войти в провинции Бадгис и оказать помощь её бедному населению.

## Операция
Долго планируемая операция была начата 13 мая и продолжалась десять дней. С сумерками в первый день операции 250 норвежских солдат расположились рядом с селами Кор и Карез, как и было запланировано. Там они неожиданно попали под обстрел талибов, вооруженных автоматами, пулеметами и РПГ. Талибы напали на расстоянии около 1200 метров, что майор Руне Веннеберг описал как «хорошо слаженную атаку» на солдат батальона «Телемарк». Хотя норвежские солдаты были захвачены врасплох, они быстро взяли ситуацию под контроль и при поддержке БМП CV 9030 и минометов смогли успешно отразить нападение талибов. После того как норвежские солдаты использовали тяжелое вооружение против боевиков, интенсивность перестрелки упала и через несколько часов талибы скрылись.
Это был первый раз в истории батальона «Телемарк», когда он принял участие в реальных боевых действиях. Командующий силами быстрого реагирования, подполковник Кьелл Инге Беккен, выразил гордость профессионализмом норвежских солдат в течение всего столкновения, отметив, что они долго тренировались для подобных военных операций. Солдаты, которые приняли участие в операции, также отмечали, что тренировки, которые они прошли у себя дома, имели важное значение для их успеха в операции.
14 и 16 мая солдаты батальона «Телемарк» еще два раза сталкивались с талибами с безопасного расстояния, снова при поддержке БМП CV 9030, минометов и непосредственной авиационной поддержки НАТО, а также афганских сил безопасности.

## Участие Германии
Обстоятельства участия немецких солдат в операции являются спорными. В то время как немецкие источники заявили, что они принимали участие в операции «Карез» на севере Афганистана вместе с афганской армией и норвежскими силами быстрого реагирования, немецкий журнал «Шпигель» заявил, что правительство Германии не решалось развернуть разведку, логистику и спецназ, как было до этого обещано немецким командованием. В качестве причины было указано то, что операция проходила в районе Гормач, который граничит с районом, находившимся под итальянским командованием. По внутриполитическим причинам правительство Германии было готово только на развертывание солдат на севере и в Кабуле, которые покрыты мандатом от парламента, даже если это не соответствовало бы оперативным реалиям. И только 17 мая немецкая министр обороны Франц Йозеф Юнг позволил участие Германии в операции. На тот момент норвежские и афганские силы воевали с талибами уже в течение недели.

## Итог
23 мая 2008 года операция под руководством Международных сил содействия безопасности закончилась без потерь как среди солдат ISAF, так и среди афганских сил безопасности. Норвежские солдаты и офицеры получили очень хороший отклик от НАТО за успешное использование натовской тактики в бою, что фокусируется на продуманной стратегии избегания жертв и использования тяжелого вооружения на большом расстоянии. По словам пресс-секретаря Норвежского объединенного штаба, подполковника Иона Инге Егленда, это была одна из крупнейших операций, которые норвежские солдаты проводили в этой части Афганистана — в масштабе операции в ноябре 2007 года, в которой погибли около 50 человек. Данные о потерях Талибана в операции различаются, но по оценкам в бою было убито от 13 до 15 талибов. По данным командующего силами быстрого реагирования, подполковника Кьелла Инге Беккена, уведомлений о жертвах среди мирных жителей не было.